# Maravedí

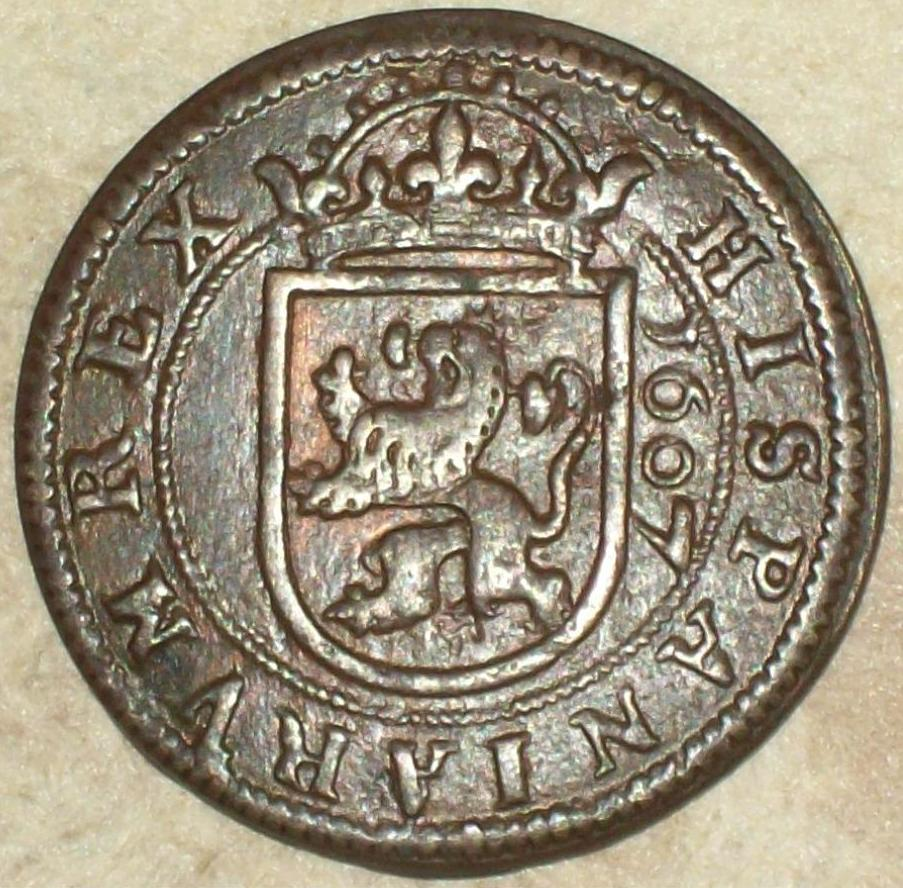
Srebrne maravedí Filipa III (1607)

Maravedí – moneta używana w Hiszpanii przez kilka wieków.
Wywodzi się ze złotej monety bitej przez Maurów z Al-Andalus, a jej nazwa pochodzi od moravetinos.
Pierwotnie (za czasów Alfonsa VIII) złota moneta ważyła 3,86 g i często nosiła arabskie napisy.
Przejęte przez chrześcijańskie państwa iberyjskie maravedí straciło na wartości, najpierw stając się monetą srebrną, a następnie miedzianą.
O jej wartości w roku 1519 świadczą koszty wyprawy Ferdynanda Magellana dookoła świata, które wyniosły 8 751 125 maravedi. Kwota ta objęła zakup, remont i wyposażenie 5 statków, uposażenie dla 237 uczestników wypłacone z góry oraz aprowizację przez 2 lata. Ponadto zabrano towary za ponad 1,5 mln maravedi na wymianę za przyprawy korzenne.
Po raz ostatni została wybita w latach 50. XIX wieku, gdy waluta hiszpańska przyjęła system dziesiętny, oparty na realu de vellón, wartym poprzednio 34 maravedí.

## Chronologia jednostek monetarnych Hiszpanii
- maravedí (średniowiecze)
- real (XIV–XIX wiek)
- hiszpańskie srebrne escudo (1864–1868)
- peseta hiszpańska (1868–2002)
- euro (od 2002)